# クレイグ・ブラウン
クレイグ・ブラウン（James Craig Brown、1940年7月1日 - 2023年6月26日）は、スコットランドの元サッカー選手、指導者。

## 来歴
1993年から2001年にスコットランド代表監督を務めた。UEFA EURO '96、1998 FIFAワールドカップで指揮を執ったが、ともにグループステージ敗退となった。